# Hanson Peak
Hanson Peak är en bergstopp i Antarktis. Den ligger i Östantarktis. Nya Zeeland gör anspråk på området. Toppen på Hanson Peak är 1 272 meter över havet, eller 44 meter över den omgivande terrängen. Bredden vid basen är 1,7 km.
Terrängen runt Hanson Peak är varierad. Havet är nära Hanson Peak åt nordväst. Trakten är obefolkad. Det finns inga samhällen i närheten.